# Zwergmennigvogel

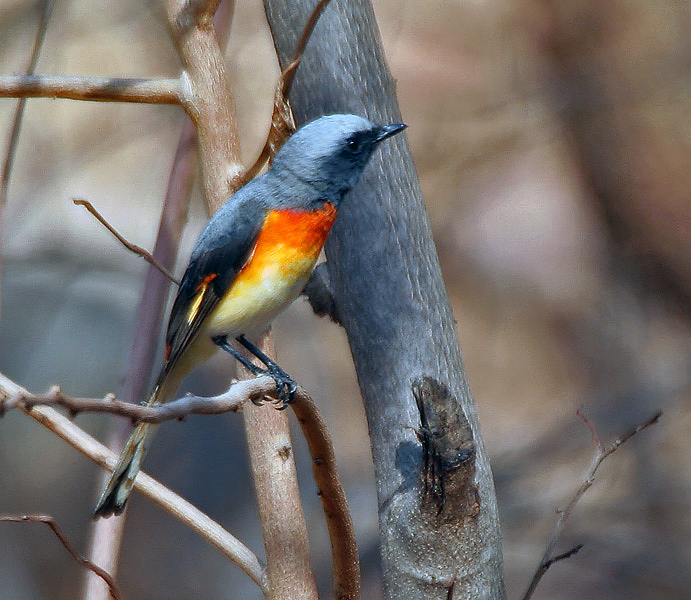
P. c. malabaricus -Männchen in Shamirpet, Andhra Pradesh, Indien.

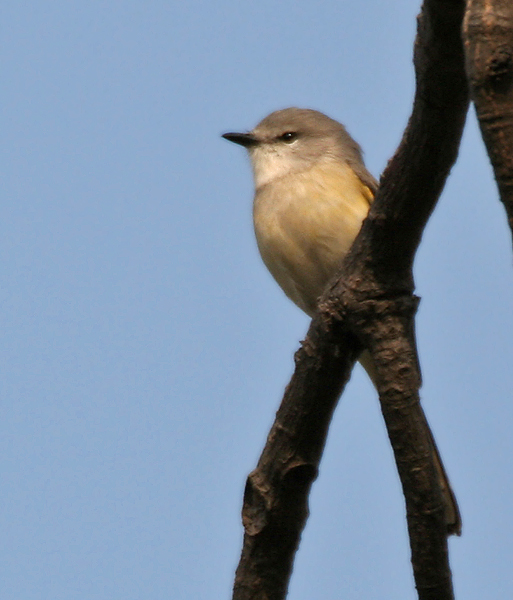
Weibchen der Unterart P. c. malabaricus (Hyderabad).

Der Zwergmennigvogel (Pericrocotus cinnamomeus) ist ein kleiner Singvogel aus der Familie der Raupenfänger (Campephagidae). Er kommt im südlichen Asien vom indischen Subkontinent bis östlich von Indonesien vor. Es wird eine Reihe von Unterarten unterschieden.

## Merkmale
Der Zwergmennigvogel erreicht eine Körperlänge bis 16 cm. Die Oberseite von Männchen der Unterart P. c. vividus ist grau, Gesicht und Kehle sind dunkler grau. Brust, Flanken und Bürzel sind rötlich orange, der Bauch ist gelb-orange. Auf den Flügeln befindet sich ein oranger und gelber Fleck. Die Oberseite der Weibchen ist blasser, Kehle und Brust sind grau-weiß, die übrige Unterseite blass gelb. Bei den Weibchen der Unterart P. c. sacerdos ist der Bauch gelb gefärbt, während bei den meisten Unterarten bei den Weibchen das Gelb fehlt. Die Färbung auf der Unterseite der Weibchen von P. c. separatus erscheint mehr ausgewaschen. Bei den Weibchen der Nominatform und der Unterart P. c. pallidus sind Kehle und Bauch weiß, der Oberkopf, der Nacken und der Rücken hellgrau. Männchen im ersten Winter ähneln den Weibchen, sind aber an den Flanken oft orange gefärbt.

## Lautäußerungen
Die Rufe sind hoch, dünn und langgezogen wie tswee eet, swee swee swee und ähnlich.

## Verbreitung und Lebensraum
Die Art kommt im südlichen Asien vom Indischen Subkontinent bis östlich von Indonesien vor. Es wird eine Reihe von Unterarten unterschieden. Die Art bewohnt lichtere Bereiche in laubabwerfenden Wäldern sowie Parks und Gärten, lokal auch Moorwälder und Küstenbuschland. Sie kommt in Höhen bis 1525 m vor.

## Lebensweise
Die Nahrung der Zwergmennigvögel besteht aus Insekten und deren Larven.

## Systematik
Es werden neun Unterarten unterschieden:
- Pericrocotus cinnamomeus pallidus Baker, ECS, 1920 – Pakistan und Nordwestindien.

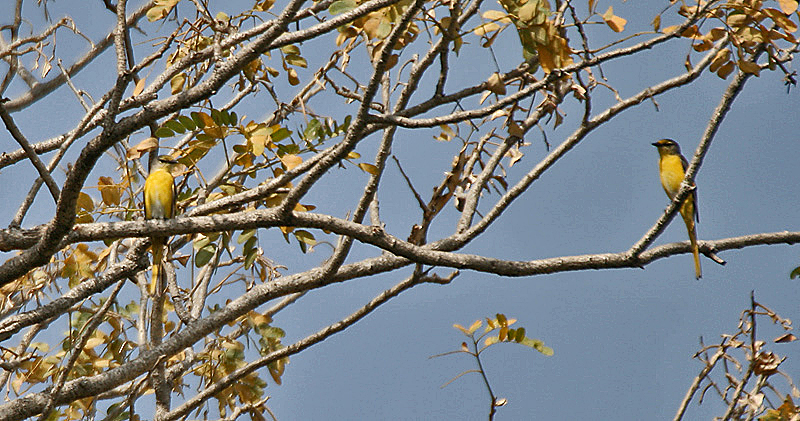
Weibchen der Unterart P. c. pallidus im Keoladeo-Nationalpark.

- Pericrocotus cinnamomeus peregrinus (Linnaeus, 1766) – Nordwesten des Himalaya und Nordindien.
- Pericrocotus cinnamomeus cinnamomeus (Linnaeus, 1766) – Zentral- und Südostindien und Sri Lanka.
- Pericrocotus cinnamomeus malabaricus (Gmelin, JF, 1789) – Südwestindien.
- Pericrocotus cinnamomeus vividus Baker, ECS, 1920 – Zentralhimalaya, Ostindien, Bangladesch, West- und Zentralmyanmar, Südwest und Zentralthailand und Andaman-Inseln.
- Pericrocotus cinnamomeus thai Deignan, 1947 – Nordostmyanmar, Nord- und Nordostthailand, Laos.
- Pericrocotus cinnamomeus sacerdos Riley, 1940 – Kambodscha und Südvietnam.
- Pericrocotus cinnamomeus separatus Deignan, 1947 – Südostmyanmar und Nordwesten der thailändischen Halbinsel.
- Pericrocotus cinnamomeus saturatus Baker, ECS, 1920 – Java und Bali.

## Belege
1. 1 2 3 4  
Craig Robson: Birds of South-East Asia. New Holland Publishers, 2005, ISBN 1-84330-746-4, S. 174–175.
2. 1 2  
Knud A. Jønsson, Martin Irestedt, Per G. P. Ericson, Jon Fjeldså: A molecular phylogeny of minivets (Passeriformes: Campephagidae: Pericrocotus): implications for biogeography and convergent plumage evolution. In: Zoologica Scripta. 39, 1, Januar 2010 (nrm.se; PDF; 606 kB).
3. ↑  
Tej Kumar Shrestha: Birds of Nepal: Field Ecology, Natural History and Conservation. Band 2. Steven Simpson Natural History Books, 2001, ISBN 978-0-9524390-9-7, S. 370.
4. ↑  
Zwergmennigvogel (Pericrocotus cinnamomeus) auf eBird.org